# Etrian Mystery Dungeon
Etrian Mystery Dungeon es un videojuego de rol para Nintendo 3DS. Fue desarrollado por Spike Chunsoft y Atlus y distribuido por Atlus en Japón el 5 de marzo de 2015 y por Atlus USA en Norteamérica el 7 de abril. Fue distribuido por NIS America en Europa el 11 de septiembre. El juego es un crossover entre la serie Etrian Odyssey de Atlus y la serie Mystery Dungeon de Spike Chunsoft. Una secuela, Etrian Mystery Dungeon 2, fue lanzada en Japón el 31 de agosto de 2017.

## Jugabilidad
El juego presenta la personalización de personajes y el sistema de clases de personajes de la serie Etrian Odyssey, también cuenta con el rastreo de mazmorras de la serie Mystery Dungeon. El grupo del jugador, que está formado por personajes personalizados, se aventurará en mazmorras de varios pisos generadas aleatoriamente con el objetivo de llegar al final de cada mazmorra. El líder del grupo es el único que será controlado directamente por el jugador, mientras que los demás personajes lo seguirán atacando a los enemigos y brindando apoyo. El juego transcurre por turnos; cada vez que el jugador realice una acción, como moverse un espacio en el mapa, atacar o usar un objeto, los enemigos también se moverán o atacarán. Cuando el grupo del jugador no esté en combate, cada turno que haga el grupo hará que la salud de los personajes se regenere un poco, pero también aumentará su hambre.
Hay varias clases para elegir durante la creación del personaje que determinarán los roles de los personajes en el grupo: por ejemplo, la clase Protector tiene una alta estadística de defensa y es capaz de atraer la atención de los enemigos que de otro modo podrían atacar a los otros personajes, la clase Médico es capaz de curar o revivir a los personajes heridos, y la clase Artillero se especializa en ataques a distancia y es capaz de «atar» partes del cuerpo de los enemigos, impidiéndoles así moverse o atacar.
Si el jugador pierde el juego, su grupo será enviado de regreso a la ciudad fuera de las mazmorras. Además, el jugador perderá todo su dinero y objetos del juego. Sin embargo, si el jugador ha creado una fortaleza tripulada en la mazmorra, podrá intentar llevar a los personajes desde la fortaleza hasta el grupo caído e intentar rescatarlos.
Algunos enemigos, conocidos como D.O.E., son mucho más fuertes que los enemigos normales e intentarán escapar de la mazmorra y atacar la ciudad de afuera. Si tienen éxito, el jugador obtendrá un final del juego, y ciertas instalaciones de la ciudad serán destruidas y quedarán inutilizables para el jugador durante algún tiempo; dependerá del jugador proteger la ciudad luchando contra estos enemigos. Al hacerlo, el jugador podrá configurar varios tipos de fortalezas, algunas de las cuales mejorarán las estadísticas del grupo. Estas fortalezas pueden dejarse vacías o estar tripuladas por los personajes del jugador. Incluso las fortalezas vacías se pueden usar como una forma de proteger la ciudad de los D.O.E.; si el D.O.E. logra destruir una fortaleza, detendrá su intento de llegar a la ciudad y regresará al piso inferior de la mazmorra.

## Desarrollo
El juego fue desarrollado por Spike Chunsoft y Atlus, los desarrolladores de las series Mystery Dungeon y Etrian Odyssey, respectivamente, con la mayor parte del desarrollo real realizado por Spike Chunsoft, mientras que Atlus actuó como supervisor. El juego fue dirigido por Yukari Yokoro y Seiichiro Nagahata y producido por Shigeo Komori. Los diseños de fondo estuvieron a cargo de Nizo Yamamoto, mientras que el diseño de personajes se dividió entre Kaoru Hasegawa, quien diseñó las clases de personajes, y Shin Nagasawa, quien diseñó los enemigos; además, algunos diseños de personajes de juegos anteriores de Etrian Odyssey, realizados por Yuji Himukai, fueron traídos de vuelta para Etrian Mystery Dungeon.
Durante el desarrollo, ambas compañías compartirían continuamente sus datos más recientes en un servidor compartido y discutirían los detalles de la dirección del juego usando un programa de mensajería instantánea; Además, mantenían reuniones semanales durante las cuales hacían varios arreglos para el juego, y cada mes durante el desarrollo Spike Chunsoft enviaba su última versión jugable a Atlus, quien verificaba la dirección en la que iba el juego.
Las clases de personajes que se incorporaron de las dos series tuvieron que ser cuidadosamente consideradas para mantener el equilibrio del juego y evitar superposiciones con otras clases; por ejemplo, la clase Gunner fue elegida para ser la clase «atacante a distancia» del juego en lugar de la clase similar Survivalist (una clase introducida en el primer juego de Etrian Odyssey), ya que los Survivalists, además de sus ataques a distancia, tienen varias habilidades capaces de ayudar con la exploración de mazmorras y, por lo tanto, se superpondrían con las habilidades de la clase Wanderer (una clase basada en el personaje del jugador en la serie Mystery Dungeon: Shiren the Wanderer). Otra clase que se consideró para el papel de «atacante a distancia» fue el Arbalist (una clase de Etrian Odyssey III: The Drowned City), pero debido a su alto daño, habría sido muy difícil equilibrar el juego si se hubiera incluido. Otro factor en la elección del Gunner fue que ya era una clase popular en la serie Etrian Odyssey y se había convertido en figuras en Japón.

### Localización
Atlus USA, la subsidiaria estadounidense de Atlus, comenzó a trabajar en una localización al inglés del juego antes de que el desarrollo hubiera terminado, lo que resultó en un lanzamiento en inglés solo un mes después del lanzamiento original en japonés. Según una entrevista con el editor de localización de Atlus USA, Nich Maragos, y el gerente de relaciones públicas, John Hardin, esto fue «una especie de molestia» debido al riesgo de tener que rehacer el trabajo de localización a medida que los desarrolladores realizaban cambios en el juego, pero en última instancia valió la pena, ya que pudieron lanzar el juego en inglés mucho antes de lo que hubieran esperado a que terminara el desarrollo.

### Música
La banda sonora del juego fue compuesta y arreglada por Yuzo Koshiro, mientras que Takeshi Yanagawa arregló 10 pistas adicionales. Además de nuevas composiciones, la banda sonora también incluye música arreglada de juegos anteriores de Etrian Odyssey. 5pb. Records distribuyó la banda sonora original con el título Sekaiju to Fushigi no Dungeon Original Sound Track en Japón el 22 de abril de 2015.

## Lanzamiento
El juego fue lanzado por Atlus el 5 de marzo de 2015 en Japón, y el 7 de abril en Norteamérica. El juego fue distribuido en Europa por NIS America el 11 de septiembre.
La primera impresión del lanzamiento japonés vino con una copia de un número temático de Etrian Mystery Dungeon de Marukatsu Super Famicom, una revista de videojuegos japonesa que no se había impreso desde su último número 23 años antes, titulada Marukatsu Super Famicom 2015 Revival Edition, que incluye 52 páginas de información y obras de arte relacionadas con el juego, así como un CD de banda sonora con seis canciones del juego. De manera similar, la primera impresión del lanzamiento norteamericano vino con un conjunto de elementos adicionales titulados «The Sights and Sounds of Mystery», que incluye un CD de banda sonora con versiones arregladas de seis canciones del juego; un libro de 28 páginas con ilustraciones del juego, así como información destinada a ayudar al jugador a formar su grupo en el juego; y una caja que contiene el juego y otros ítems.
Los jugadores de la versión norteamericana pudieron obtener cinco piezas de contenido descargable de forma gratuita durante el primer mes posterior al lanzamiento del juego. Desde el final de ese período, el contenido está disponible para su compra para los jugadores que no lo hayan descargado durante el primer mes.

## Recepción
El juego ha sido recibido mayoritariamente de forma positiva, con una puntuación total de 77/100 en el sitio web agregador de reseñas Metacritic.
Famitsu le dio al juego una puntuación de 34/40 en su reseña, con las subpuntuaciones 8, 8, 9 y 9.

### Ventas
Etrian Mystery Dungeon fue el segundo videojuego más vendido en Japón durante su semana de apertura, con 65.226 copias vendidas y el 91,96% del envío inicial agotado.